# FN FAL/FALO
Le FAL (pour « Fusil Automatique Léger ») est un fusil de combat pouvant tirer en automatique et semi-automatique de calibre 7,62 OTAN de conception belge, fabriqué par la Fabrique nationale Herstal (FN Herstal).
Il connaît une large diffusion, particulièrement en Afrique. Pendant la guerre froide, il est surnommé « le bras droit du monde libre » (« right arm of the free world »). C'est un jeu de mots (en anglais) puisque les mêmes mots signifient également « bras droit » et « arme juste » dans l'expression d'origine. Cela marquait la différence avec les deux autres armes emblématiques de cette période : l'AK-47 associé au bloc de l'Est d'une part, et le fusil M16 des États-Unis d'autre part ; les pays qui adoptaient l'un ou l'autre « choisissaient leur camp ».
Le FAL a aussi été développé en version automatique pour pouvoir tirer en rafales, ce qui le rapproche alors d'un fusil d'assaut. Cette version a été très peu utilisée, le recul dû à la puissante munition de 7,62 x 51 mm entraînant une dispersion difficile à contrôler par le soldat moyen.

## Historique

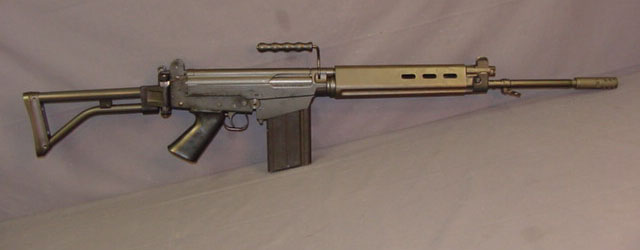
FN FAL version Para.

L'histoire du FAL commence en 1946 lorsque la firme belge FN Herstal charge une équipe d'étudier un nouveau fusil. Cette équipe est dirigée par Dieudonné Saive.
Le prototype voit le jour en 1948. À l'époque, une des originalités de ce fusil est d'être équipé d'une poignée de pistolet en avant de la crosse. La maintenance de l'arme est facilitée par un démontage extrêmement aisé. Le recul se fait de manière rectiligne, sans relèvement du canon, grâce à l'emplacement du centre de gravité placé dans l'axe du canon. L'ingéniosité et la simplicité du mécanisme limitent fortement le risque d'enrayage.
En 1954, sous l'influence des États-Unis, l'OTAN adopte un nouveau calibre de 7,62 mm, aussi appelé 7,62 OTAN. En conséquence, la FN Herstal s'empresse d'adapter le FAL à la nouvelle munition.
Dès 1955, le Canada, devançant la Belgique, acquiert ce nouveau fusil pour ses forces armées. Par la suite et jusqu'à l'adoption du 5,56 mm OTAN, le FAL devient le fusil le plus répandu dans les armées des pays non-communistes.

## Modèles belges

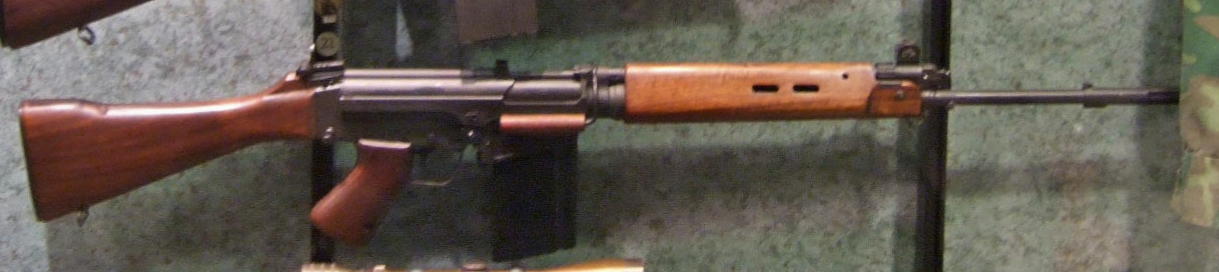
FN FAL version crosse fixe.

De nombreux modèles du FAL existent mais ce sont des dérivés de trois modèles principaux qui furent en service dans l'armée belge où il côtoie puis remplace le SAFN 1949 :
- le modèle standard ; existe en version semi-auto et une autre avec un sélecteur de mode de tir, auto/semi-auto ;
- le modèle lourd, en fait un fusil-mitrailleur appelé FALO (canon plus épais et bipied) ;
- le modèle para dit aussi M3 (canon plus court et crosse repliable pour le saut en parachute).

### Caractéristiques techniques communes
- Mécanisme : emprunt de gaz, tir semi-automatique, tir automatique (550 coups par minute)
- Dispositif de pointage : œilleton et guidon
- Hausse : graduée de 200 à 600 mètres
- Garnitures : bois et/ou polymère
- Poignée de transport : optionnelle

Du fait du recul dû à la munition, le sélecteur de tir est souvent bloqué en coup par coup.
| Modèle                                   | Munition  | Emploi                      | Longueur mini/maxi | Canon  | Masse à vide | Chargeur            |
| ---------------------------------------- | --------- | --------------------------- | ------------------ | ------ | ------------ | ------------------- |
| FAL Standard (50-00)                     | 7,62 OTAN | fusil                       | 1 090 mm           | 533 mm | 4,3 kg       | 20 cartouches       |
| FAL Standard avec crosse pliante (50-61) | 7,62 OTAN | fusil                       | 845/1 090 mm       | 533 mm | 4,1 kg       | 20 cartouches       |
| FAL PARA/canon moyen (50-64)             | 7,62 OTAN | fusil                       | 790/1 050 mm       | 458 mm | 3,9 kg       | 20 cartouches       |
| FAL PARA /canon court (50-63)            | 7,62 OTAN | fusil                       | 770/1 020 mm       | 436 mm | 3,7 kg       | 20 cartouches       |
| FALO                                     | 7,62 OTAN | fusil-mitrailleur d’appoint | 1 150 mm           | 533 mm | 6 kg         | 30 ou 20 cartouches |

### Accessoires
- Baïonnette ;
- Tromblon : pour le tir de grenades antichars (Energa), défensives ou fumigènes ;
- Lunette de tir : pour le tir de précision ;
- Trépied : aide pour le tir automatique.

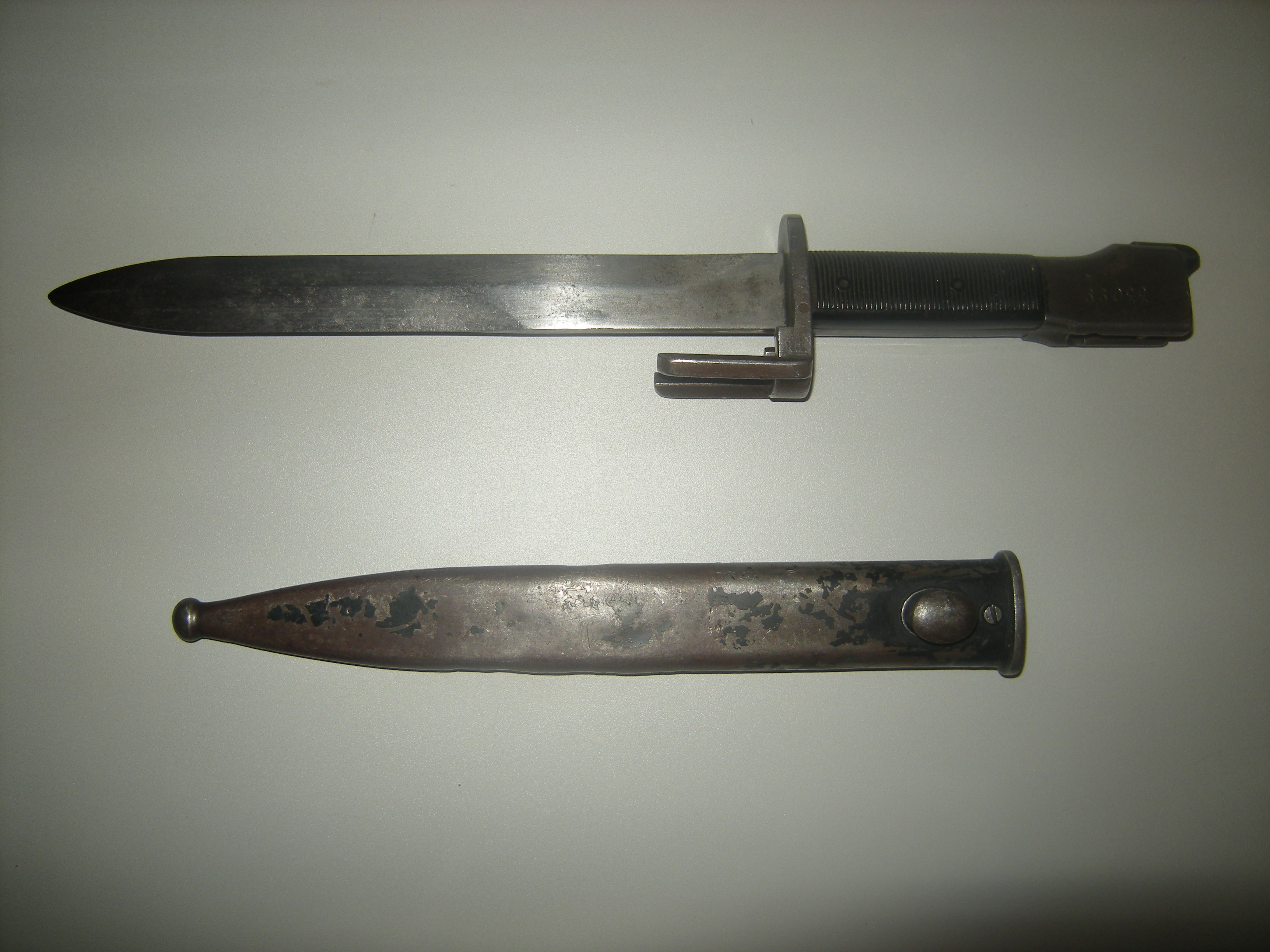
Baïonnette du FN FAL exportés. Sa lame est longue de 20 cm.
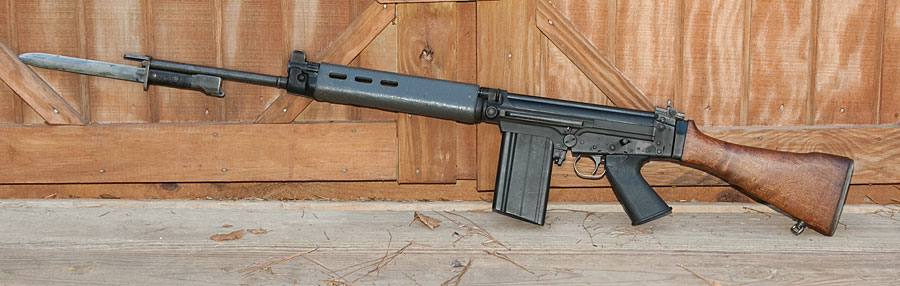
Un des premiers modèles de FN FAL, avec sa baïonnette.
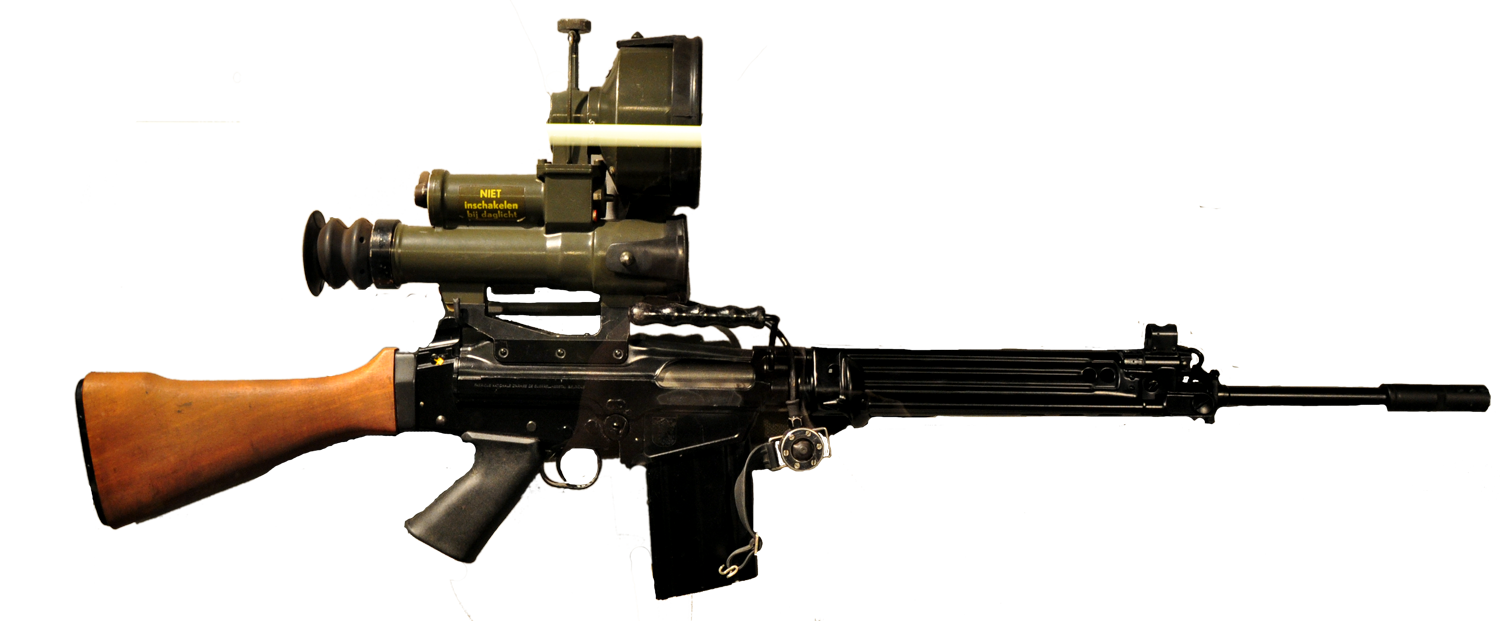
Le FAL avec un viseur infrarouge.

## Pays utilisateurs (versions belges)
- Si vous ne connaissez pas le sujet, laissez ce bandeau (vous pouvez alors contacter les auteurs).
- Si vous supprimez le contenu mis en cause (vous pouvez préalablement contacter les auteurs),

argumentez précisément cette suppression dans la page de discussion
(un manque de référence n'est pas un argument ; une recherche réelle de référence doit avoir été effectuée, être formellement documentée).

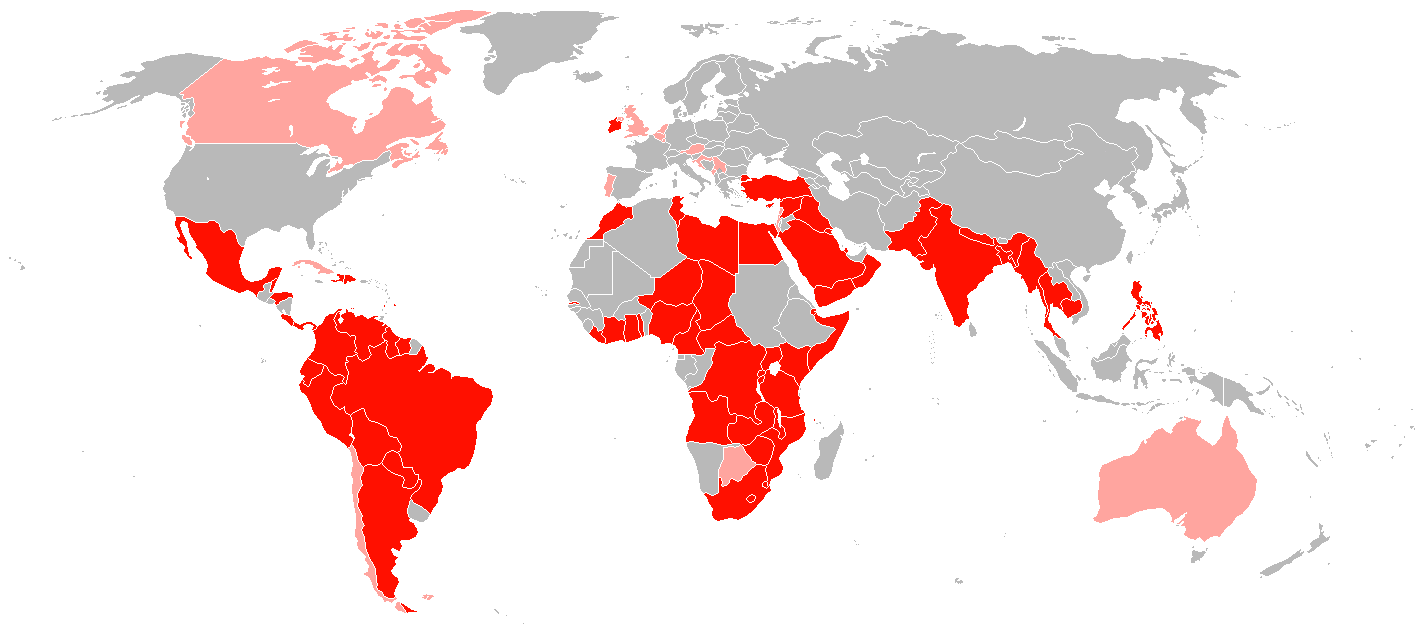
Carte des utilisateurs du FN FAL dans le monde.

Plus de 70 pays ont adopté le FAL au sein de leurs forces armées :
- Allemagne
- Arabie saoudite
- Argentine
- Bahreïn
- Belgique
- Birmanie
- Burundi
- Cameroun
- Canada - remplacé par une version modifiée du M16 américain, le C7.
- Chili
- Colombie
- République démocratique du Congo
- Comores - livraison en 2008.
- République du Congo
- Cuba
- République dominicaine
- Émirats arabes unis (Dubaï)
- Équateur
- Espagne
- Éthiopie
- Ghana
- Grèce
- Haïti
- Honduras
- Indonésie
- Irlande
- Israël
- Koweït
- Liban
- Liberia
- Libye
- Luxembourg
- Madagascar
- Malawi
- Maroc
- Mauritanie
- Oman
- Ouganda
- Paraguay
- Pays-Bas
- Pérou
- Portugal
- Qatar
- Rwanda
- Syrie
- Tanzanie
- Tchad
- Thaïlande
- Tunisie
- Turquie
- Venezuela - remplacé par l'AK 103 en 2007-2008.

## Pays fabricants

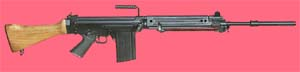
Un FAL version G1 (RFA) : le Stg 58 autrichien est identique.

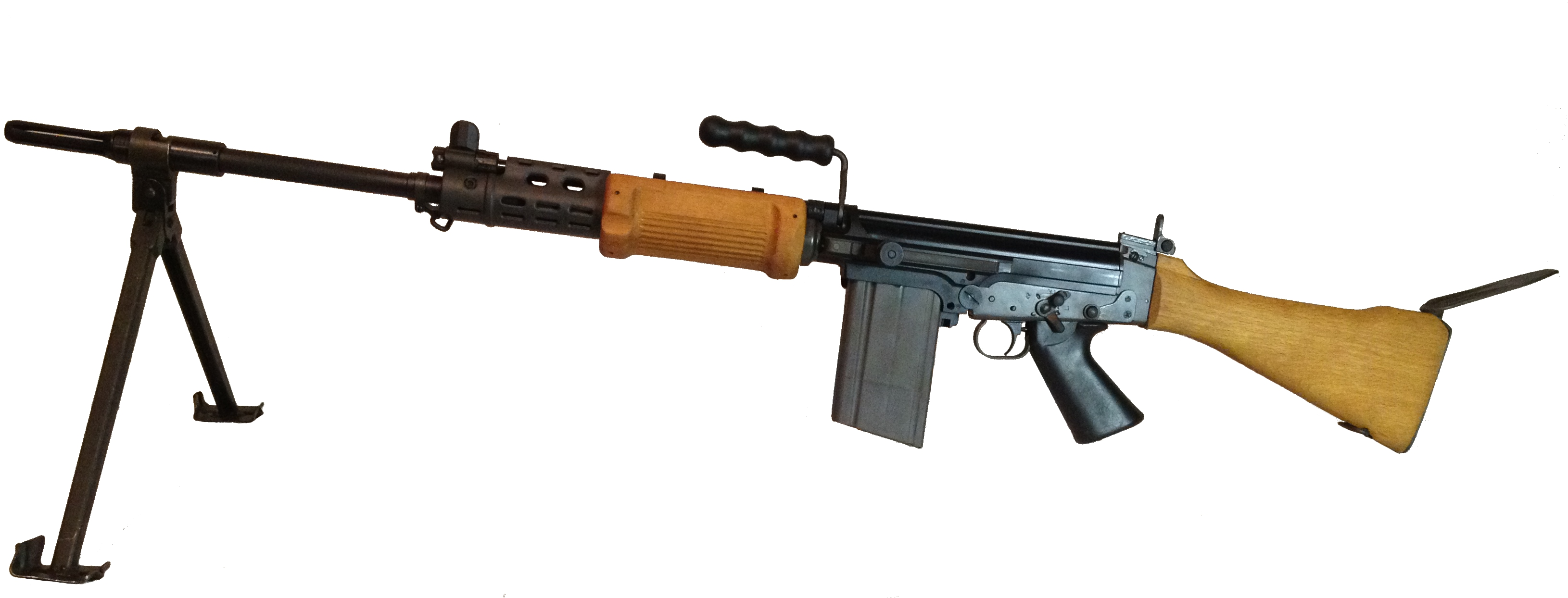
Un FALO israélien : le garde-main est caractéristique des FAL produits par IMI.

Le FAL a été fabriqué légalement dans une dizaine de pays et a reçu quelquefois une autre appellation. La Fabrique nationale de Herstal accorda une licence de production aux pays suivants :
- Royaume-Uni (L1A1)
- RSA (R1/R2)
- Brésil (M1964 et M1969A1)
- Australie (L1A1/L2A1)
- Canada (C1/C2)
- Israël (IMI Romat)
- Autriche (Stg 58)
- Argentine (Fusil Automatico Liviano)

### Afrique du Sud

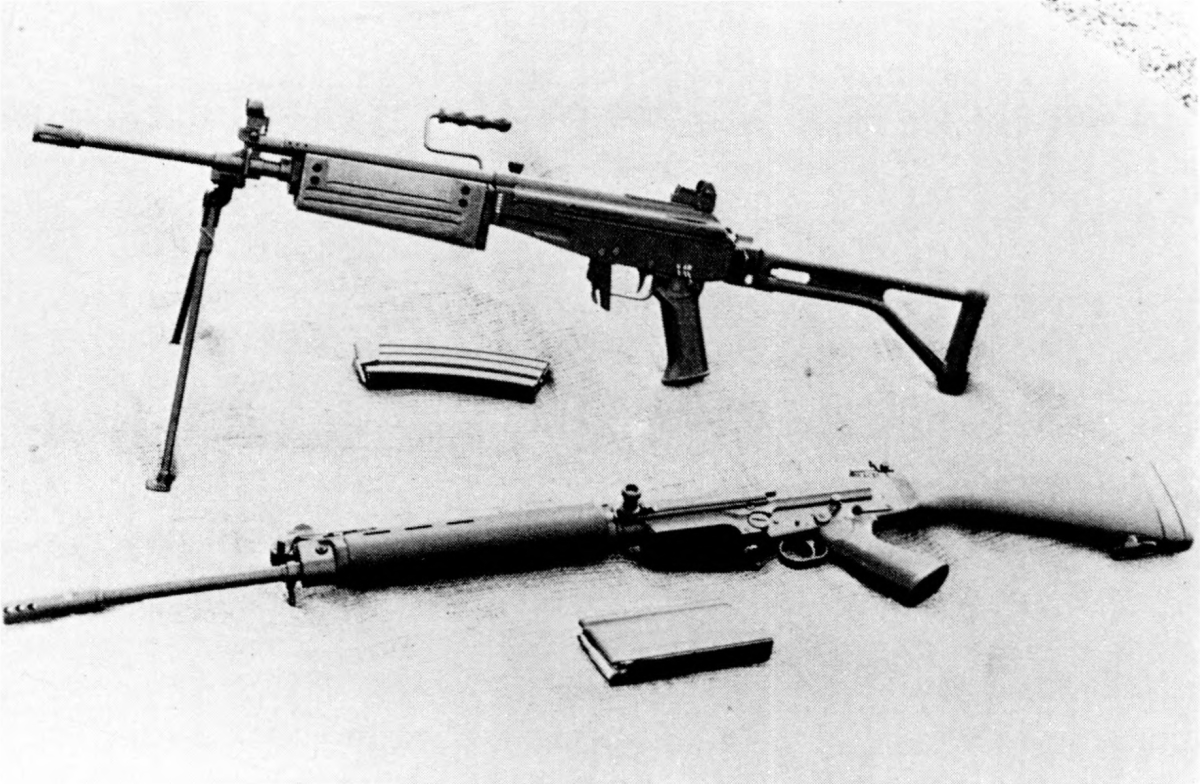
Le FAL sud-africain R1 (bas) et son successeur le R4 (haut)

Entre 1963 et le début des années 1980, la firme Armscor (RSA) produisit, avec une licence belge, les FAL standard et Para sous les noms de R1 et R2. : les modèles sud-africains se différenciant du belge par le cache-flamme, le levier d'ouverture et le bouchon du cylindre à gaz qui porte une réglette mobile destinée au lancement des grenades à fusil. Cette arme fort appréciée servit lors de la guerre de la frontière de l'Afrique du Sud. Elle fut aussi fournie aux militaires des pays limitrophes :
- Lesotho,
- Namibie
- Rhodésie du Sud /  Zimbabwe
- Swaziland

En 1982, les SADF le remplacèrent par le fusil d'assaut R4 dérivé du Galil israélien et lui-même produit sous licence.

### Argentine
Les Forces armées argentines adoptèrent le FAL au début des années 1960. Buenos Aires en acquit ensuite la licence (comme elle fit avec la FN MAG et le Browning GP lançant la production de versions locales. Cette dernière pris fin au milieu des années 1990.
129 680 FAL argentins furent ainsi produits par la firme FM (Fabricaciones Militares) dans les locaux de la Fabrica Militar de Armas Portatiles « Domingo Matheu » (FMAP DM). L'acronyme FAL resta identique, puis qu'en espagnol le nom d'origine devient « Fusil Automatico Liviano ».
Les FM FAL argentins comprennent les versions « Standard » et « Para » du fusil belge. Le sélecteur de tir était en option (the full auto fire option). Une version à canon lourd, connu comme le FAP (« Fusil Automatico Pesado », d'une masse de 6,45 kg) équipa également l'armée argentine. 8 460 FAP seulement sortirent des chaînes de production argentine.
En 2010, l'inventaire déposé au Registre des armes classiques des Nations unies fait état de 111 759 FAL et de 4 899 FAP.

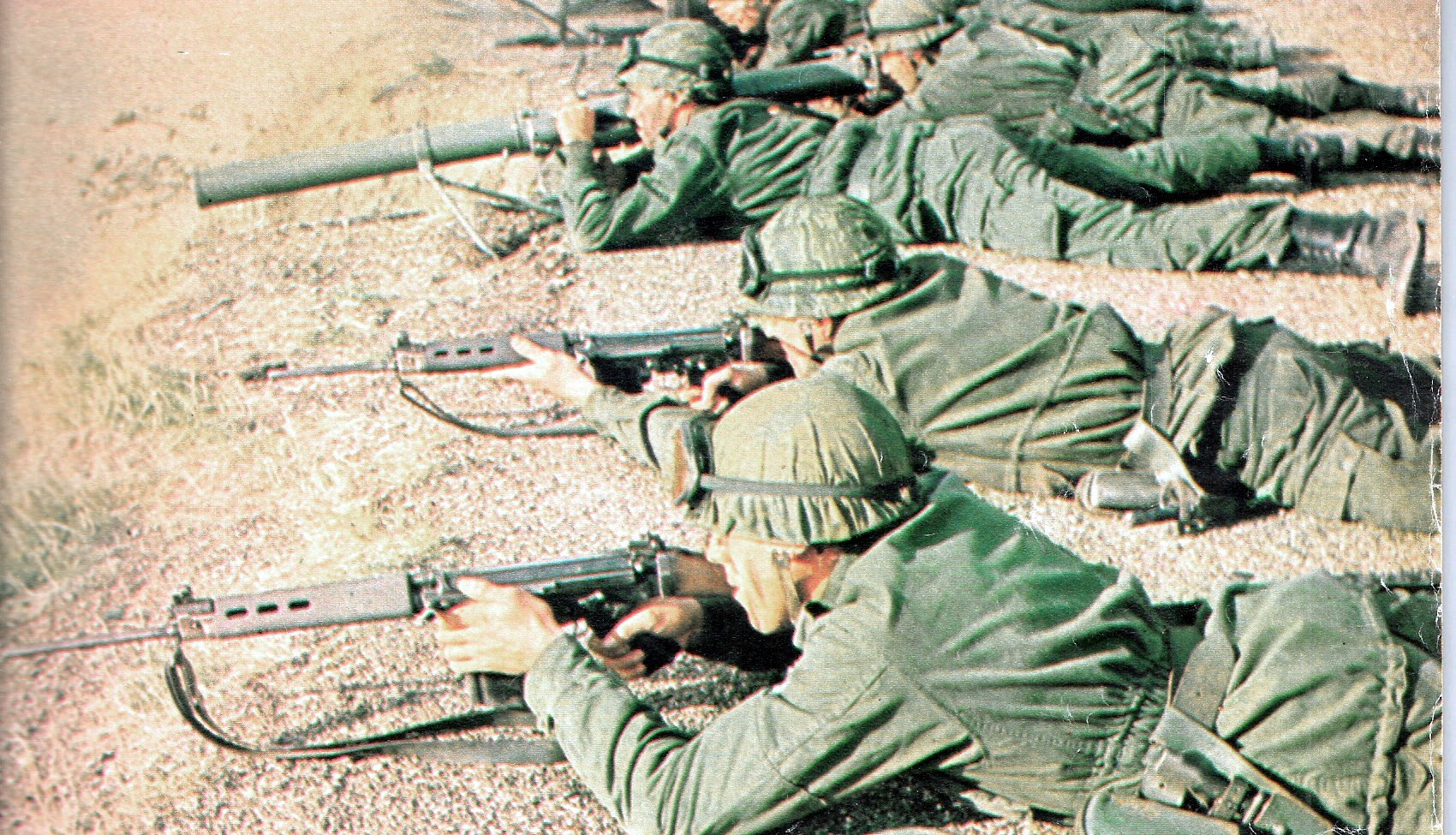
Soldats de l'armée argentine utilisant des FM FAL lors de la guerre des Malouines.

L'armée argentine s'en servit lors de la guerre des Malouines puis dans différentes opérations de maintien de la paix.
Le FM FAL fut acheté par plusieurs pays :
- Colombie
- Croatie
- Honduras
- Nicaragua livrés au Contras
- Pérou
- Uruguay

Aussi les FMAP FAL furent employés dans le Conflit armé péruvien.

### Autriche
En 1958, la jeune Bundesheer adopte une variante du FAL que lui fournit la firme belge. Ce Sturmgewehr 1958 ou Stg 58 se distingue par son garde-main en acier rainuré. Son canon mesure 53,5 cm pour une longueur totale d'1,135 m et une masse de 4,25 kg. Sa hausse est graduée jusqu'à 600 m. Il est ensuite produit pour la seule Autriche par Steyr-Daimler-Puch entre 1959 et 1975. Le Stg 58 est remplacé en 1978 par le Steyr AUG.

### Brésil

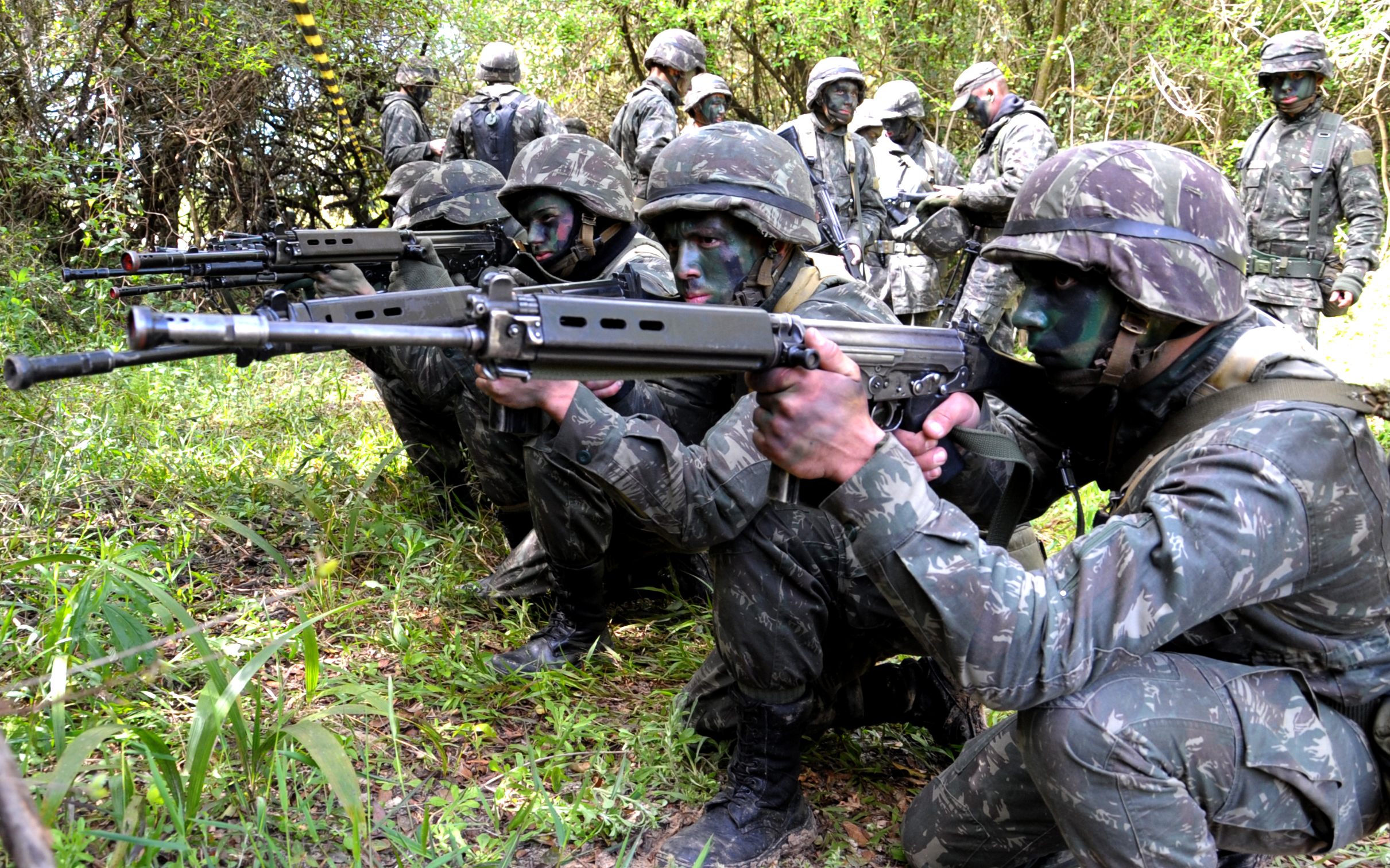
Troupes d'infanterie de la jungle de l'armée brésilienne utilisant le FAL.

Les usines d'Itajubá appartenant au groupe public brésilien IMBEL fabriquèrent la version standard et Para M3 du FAL sous les désignations militaires respectives de M/964 et M/969. Elle produisirent une variante civile sous le nom de SAR-4800 vendue aux États-Unis par la firme Springfield Armory. Doté d'une crosse à trou ce FAL américano-brésilien mesure 110 cm pour 4,3 kg. IMBEL a aussi produits des versions allégés tirant la 5,56 mm Otan (chargeur du M16) sous la forme des MD2 et MD97.

### Canada
Voir la notice sur le C1/C2.

### États-Unis
Plusieurs firmes privées américaines produisent des copies et dérivés du FN FAL. Ainsi DSA Arms, prenant le relais d'Hesse Arms, produit le modèle SA 58 à partir des plans et de l'outillage du Stg 58 autrichiens sous la forme des : SA-58 Standard, SA-58 Carbine, SA-58 Medium Contour, SA-58 Bull Barrel, SA-58 Predator, SA-58 Graywolf, SA-58 Congo & Para Congo, G-1 FAL (réplique du modèle de la Bundesheer autrichienne), SA-58 T-48 (copie du modèle des tests du M14), SA-58 Tactical Carbine (visant le marché des SWAT Teams), le SA-58 OSW et le SA 58 SPR. Le modèle SA-58 OSW est en service limité dans les Forces spéciales américaines et connut le feu en Afghanistan et en Irak.

### Israël

Des soldats de l' Armée de défense d'Israël armés d'IMI Romat photographiés en 1965.

Les FDI adopte le FAL en remplacement du Mauser-CZ, au lendemain de la crise de Suez. Ces FAL 50-00, 50-61 et FALO furent produits par les IMI contre la cession de la licence de l'Uzi à la FN Herstal. Ces armes, connues sous le nom d'IMI Romat, subissent quelques modifications : canon et cache-flamme lisse, extracteur en deux parties, crosse pleine en bois avec plaque de couche en tôle emboutie et ondulée, poignée-pistolet et poignée de transport en bois puis en ryslan. Mais les différences principales concerne le garde-mains constitué de 2 demi-coques en bois striés pour sa partie postérieure et une partie antérieure métallique perforée. Portant des marquages en langue hébraïque, les FAL d'IMI connurent la guerre des Six Jours puis la guerre du Kippour.
Dans les années 1970, le Mossad était chargé de la formation de la garde présidentielle de Madagascar. Un certain nombre de FAL de fabrication israélienne sont achetés par l’État malgache dans le cadre de ce contrat de formation (200 unités environ). Ces armes sont aujourd'hui employées comme armes collectives au sein de la police nationale malgache. Ce fait est étonnant car ce sont des fusils plutôt encombrants et qui ne sont pas adaptés aux opérations de Police en raison de la très forte puissance de leurs munitions.

### Mexique
Le Mexique assembla des fusils complets avec des pièces venant de Liège dans l'arsenal de Mexico.

### Royaume-Uni, Inde et Australie
Voir les notices sur les L1A1/L2A1 et Fusil 1A/1C.

### Venezuela
Le FAL adopté par l'Armée vénézuélienne vers 1962, initialement chambré en 7 x 49 mm, est retransformé. L'arme est aussi assemblée au Venezuela (100 000 FAL par la CAVIM pour le compte de la Garde nationale vénézuélienne).

## Le FAL dans les conflits (depuis 1954)
En un peu plus de 60 ans d'utilisation dans le monde, la FAL est présent dans de nombreux conflits. Au cours de la guerre des Malouines, le FN FAL a été utilisé par les deux parties : il a été utilisé par les forces armées argentines, et le L1A1, une version semi-automatique du FAL (qui arma les soldats australiens et néo-zélandais au Viêt Nam, a été utilisé par les forces armées britanniques. Ainsi la Guerre froide vit un usage massif du FAL (souvent au côté ou face au HK G3, AIM et autres Vz. 58).
- Portugal: Guerres coloniales portugaises[3].
- Crise du canal de Suez[3]
- Débarquement de la baie des Cochons[4]
- Guerre du Bush de Rhodésie du Sud[5]
- Guerre de la frontière sud-africaine[5]
- Guerre des Six Jours[3]
- Guerre d'usure dans le conflit israélo-arabe[3]
- Guerre du Kippour[3]
- Salvador Guerre civile salvadorienne
- Guerre de la drogue au Mexique[6]
- Première guerre civile libyenne[7],[8]
- Guerre civile syrienne[9]

## Police de Madagascar
La police de Madagascar continue d'utiliser le FAL dans sa version sous licence fabriquée en Israël. Ces FAL ont été donnés par l’État d’Israël avec plusieurs UZI dans le cadre d'un accord de coopération israélo-malgache dans les années 1970 visant à former les FRS (forces républicaines de sécurité).
Ces armes sont toujours actuellement en service, du fait de leur robustesse et notamment une résistance à la corrosion supérieure par rapport aux autres armes anciennes telles que les MAS 49 et MAT 49 ou les type 56, voire les premiers AK-47. La police malgache tend à remplacer néanmoins petit à petit ces derniers FAL par des AK-47 récupérés sur les stocks de l'armée, qui tend à remplacer ses AK-47 par des AKM et AKMS de fabrication russe et des types 56 de fabrication chinoise. La raison étant une maniabilité supérieure grâce à une taille plus petite et un poids inférieur.

## Dans la culture populaire

### Cinéma et télévision
- Dans le film Les Longs Manteaux (1986) de Gilles Béhat, le FAL argentin est utilisé.
- Dans le téléfilm Mister Bob (2011) de Thomas Vincent, le FAL belge arme Bob Denard (Clovis Cornillac) et ses mercenaires.
- Dans le film ´´Les dieux sont tombés sur la tête´´ , le FAL sud-africain (ou Vektor R1) apparaît aux mains des policiers sud-africains  qui interviennent.